# Johannes Duft
Johannes Duft (* 14. Februar 1915 in St. Gallen-St. Georgen; † 20. Juni 2003 in St. Gallen) war ein Schweizer römisch-katholischer Theologe. Von 1948 bis 1981 war er Stiftsbibliothekar in der Stiftsbibliothek St. Gallen.

## Leben
Johannes Duft absolvierte sein Theologiestudium an der Universität Freiburg i. Ü. 1940 empfing er in St. Gallen die Priesterweihe. 1943 wurde er aufgrund der Dissertation Die Glaubenssorge der Fürstäbte von St. Gallen im 17./18. Jahrhundert. Ein Beitrag zur Seelsorgsgeschichte der katholischen Restauration als Vorgeschichte des Bistums St. Gallen in Freiburg i. Ü. zum Dr. theol. promoviert. Anschliessend arbeitete er als Kaplan in Rorschach, bis er 1948 als Stiftsbibliothekar nach St. Gallen berufen wurde. Von 1961 bis 1985 hatte er eine Honorarprofessur für mittelalterliche Geistes- und Bildungsgeschichte an der Universität Innsbruck inne, die ihm 1974 (ebenso wie die Universität St. Gallen) die Ehrendoktorwürde verlieh. Für die Herausgabe der Buchreihe Bibliotheca Sangallensis erhielt er den Bodensee-Literaturpreis. 1970 wurde ihm der Kulturpreis der Stadt St. Gallen verliehen. Der Verein für Geschichte des Bodensees und seiner Umgebung ernannte ihn 1974 zum Ehrenmitglied.
Duft, einer der renommiertesten Erforscher der Geschichte der Abtei St. Gallen mit zahlreichen Publikationen zum Thema, hat sich grosse Verdienste um die Öffnung der Stiftsbibliothek als Stätte der Wissenschaft erworben.
Mit der Darstellung seines Neffen Thomas Hürlimann, hinter dessen fiktivem Bibliothekar Jacobus Katz im Roman Fräulein Stark Duft unschwer erkennbar ist, war Duft nicht einverstanden. Er fühlte sich als Opfer eines Schlüsselromans und verfasste in der Folge eine zehnseitige Streitschrift, in der er Hürlimann unter anderem als «verwöhntes Herrensöhnchen» bezeichnete.

## Veröffentlichungen (Auswahl)
- als Hrsg.: Studien zum St. Galler Klosterplan. St. Gallen 1962 (= Mitteilungen zur vaterländischen Geschichte. Band 42); Neudrucke ebenda 1963 und 1983.
- Die Klosterbibliotheken von Lorsch und St. Gallen als Quellen mittelalterlicher Bildungsgeschichte. In: Lorsch und St. Gallen in der Frühzeit. Zwei Vorträge von Heinrich Büttner und Johannes Duft. Konstanzer Arbeitskreis für mittelalterliche Geschichte, Konstanz 1965, S. 21–45.
- Notker der Arzt. Klostermedizin und Mönchsarzt im frühmittelalterlichen St. Gallen. St. Gallen 1972 (= 112. Neujahrsblatt St. Gallen).
- Hochfeste im Gallus-Kloster. Die Miniaturen im Sacramentarium Codex 341 (11. Jahrhundert) mit Texten aus der Stiftsbibliothek Sankt Gallen. Beuroner Kunstverlag, Jan Thorbecke, Beuron/Konstanz 1963, Ndr. 1974, ISBN 3-87071-005-5.
- Werkbibliographie bis 1995 in der ihm gewidmeten Festschrift von Peter Ochsenbein und Ernst Ziegler (Hrsg.): Codices Sangallenses. Festschrift für Johannes Duft zum 80. Geburtstag. Jan Thorbecke, Sigmaringen 1995, ISBN 3-7995-0417-6.
- Gesammelte Aufsätze, in überarbeiteter Fassung erschienen in drei Bänden unter dem Titel Die Abtei St. Gallen (1990–1994), ISBN 3-7995-7066-7, ISBN 3-7995-4154-3, ISBN 3-7995-0392-7.
- Bemerkungen und Berichtigungen zum Buch «Fräulein Stark» von Thomas Hürlimann. St. Gallen 2001. Privatdruck.

Online vorliegende Aufsätze:
- 1200 Jahre Iburinga/Überlingen. In: Schriften des Vereins für Geschichte des Bodensees und seiner Umgebung. 89. Jg. 1971, S. 1–8 (Digitalisat).
- Tettnang vor 1100 Jahren. In: Schriften des Vereins für Geschichte des Bodensees und seiner Umgebung. 101. Jg. 1983, S. 1–6 (Digitalisat).